# Марк Педуцей Сениан
Марк Педуцей Сениан (на латински: Marcus Peducaeus Saenianus) e политик на Римската империя през 1 век.
Произлиза от републиканска фамилия и е син на Луций Педуцей Колон (префект на Египет 70 г.) или на Луций Педуцей Фронтон, който по времето на император Клавдий е прокуратор в Азия.
От май до края на август 89 г. Сениан e суфектконсул заедно с Публий Салустий Блез. Неговият брат Квинт Педуцей Присцин е редовен консул през 93 г.